# Management mmm
Management mmm（韓語：매니지먼트 엠엠엠），韓國娛樂經紀公司，由J Wide Company前經紀人金相熙（音譯）所創立。旗下藝人包括金泰梨、全汝彬、安宰弘、李絮等。

## 旗下藝人

### 男演員
- 安宰弘
- 洪炅
- 趙顯哲
- 張栗[2]

### 女演員
- 金泰梨
- 全余贇
- 崔秀仁
- 崔惟理
- 李絮[3]
- 金譿埈

## 外部連結
- management mmm的官方網站
- management mmm的Instagram帳戶
- management mmm的Facebook專頁
- management mmm的X（前Twitter）
- management mmm的YouTube （页面存档备份，存于）